# Đội tuyển bóng đá bãi biển quốc gia Nga
Đội tuyển bóng đá bãi biển quốc gia Nga (tiếng Nga: Сборная России по пляжному футболу, Sbornaya Rossii po plyazhnomu futbolu) đại diện Nga tham dự các giải thi đấu bóng đá bãi biển quốc tế và được điều hành bởi Liên đoàn bóng đá Nga, cơ quan quản lý bóng đá ở Nga.

## Đội hình hiện tại
Đội tuyển quốc gia tham dự Giải vô địch bóng đá bãi biển châu Âu 2017
Ghi chú: Quốc kỳ chỉ đội tuyển quốc gia được xác định rõ trong điều lệ tư cách FIFA. Các cầu thủ có thể giữ hơn một quốc tịch ngoài FIFA.
| Số | VT | Quốc gia | Cầu thủ                    |
| -- | -- | -------- | -------------------------- |
| 1  | TM | Nga      | Maksim Chuzhkov            |
| 4  | TĐ | Nga      | Aleksey Makarov            |
| 5  | HV | Nga      | Yuri Krasheninnikov        |
| 6  | TĐ | Nga      | Dmitry Shishin             |
| 7  | HV | Nga      | Anton Shkarin (đội trưởng) |

| Số | VT | Quốc gia | Cầu thủ           |
| -- | -- | -------- | ----------------- |
| 9  | HV | Nga      | Egor Shaykov      |
| 12 | TM | Nga      | Ivan Ostrovsky    |
| 13 | TĐ | Nga      | Vladislav Aksenov |
| 15 | HV | Nga      | Krill Romanov     |
| 20 | TĐ | Nga      | Boris Nikonorov   |

Huấn luyện viên: Mikhail Likhachev

## Thành tích thi đấu
| Năm                                    | Vòng                     | Vt                       | St                       | T                        | T h.p./pso               | B                        | BT                       | BB                       | HS                       |
| -------------------------------------- | ------------------------ | ------------------------ | ------------------------ | ------------------------ | ------------------------ | ------------------------ | ------------------------ | ------------------------ | ------------------------ |
| Giải vô địch bóng đá bãi biển thế giới |                          |                          |                          |                          |                          |                          |                          |                          |                          |
| Brasil 1995                            | Không tham dự            | Không tham dự            | Không tham dự            | Không tham dự            | Không tham dự            | Không tham dự            | Không tham dự            | Không tham dự            | Không tham dự            |
| Brasil 1996                            | Vòng bảng                | 5                        | 3                        | 1                        | 0                        | 2                        | 8                        | 10                       | −2                       |
| Brasil 1997                            | Không tham dự            | Không tham dự            | Không tham dự            | Không tham dự            | Không tham dự            | Không tham dự            | Không tham dự            | Không tham dự            | Không tham dự            |
| Brasil 1998                            | Không tham dự            | Không tham dự            | Không tham dự            | Không tham dự            | Không tham dự            | Không tham dự            | Không tham dự            | Không tham dự            | Không tham dự            |
| Brasil 1999                            | Không tham dự            | Không tham dự            | Không tham dự            | Không tham dự            | Không tham dự            | Không tham dự            | Không tham dự            | Không tham dự            | Không tham dự            |
| Brasil 2000                            | Không tham dự            | Không tham dự            | Không tham dự            | Không tham dự            | Không tham dự            | Không tham dự            | Không tham dự            | Không tham dự            | Không tham dự            |
| Brasil 2001                            | Không tham dự            | Không tham dự            | Không tham dự            | Không tham dự            | Không tham dự            | Không tham dự            | Không tham dự            | Không tham dự            | Không tham dự            |
| Brasil 2002                            | Không tham dự            | Không tham dự            | Không tham dự            | Không tham dự            | Không tham dự            | Không tham dự            | Không tham dự            | Không tham dự            | Không tham dự            |
| Brasil 2003                            | Không tham dự            | Không tham dự            | Không tham dự            | Không tham dự            | Không tham dự            | Không tham dự            | Không tham dự            | Không tham dự            | Không tham dự            |
| Brasil 2004                            | Không tham dự            | Không tham dự            | Không tham dự            | Không tham dự            | Không tham dự            | Không tham dự            | Không tham dự            | Không tham dự            | Không tham dự            |
| Giải vô địch bóng đá bãi biển thế giới |                          |                          |                          |                          |                          |                          |                          |                          |                          |
| Brasil 2005                            | Không vượt qua vòng loại | Không vượt qua vòng loại | Không vượt qua vòng loại | Không vượt qua vòng loại | Không vượt qua vòng loại | Không vượt qua vòng loại | Không vượt qua vòng loại | Không vượt qua vòng loại | Không vượt qua vòng loại |
| Brasil 2006                            | Bỏ cuộc                  | Bỏ cuộc                  | Bỏ cuộc                  | Bỏ cuộc                  | Bỏ cuộc                  | Bỏ cuộc                  | Bỏ cuộc                  | Bỏ cuộc                  | Bỏ cuộc                  |
| Brasil 2007                            | Vòng bảng                | 9                        | 3                        | 1                        | 0                        | 2                        | 9                        | 6                        | +3                       |
| Pháp 2008                              | Tứ kết                   | 6                        | 4                        | 2                        | 0                        | 2                        | 16                       | 11                       | +5                       |
| UAE 2009                               | Tứ kết                   | 7                        | 4                        | 2                        | 0                        | 2                        | 13                       | 9                        | +4                       |
| Italy 2011                             | Vô địch                  | 1                        | 6                        | 6                        | 0                        | 0                        | 44                       | 21                       | +23                      |
| Tahiti 2013                            | Vô địch                  | 1                        | 6                        | 5                        | 1                        | 0                        | 29                       | 15                       | +14                      |
| Portugal 2015                          | Hạng ba                  | 3                        | 6                        | 4                        | 1                        | 2                        | 28                       | 25                       | +3                       |
| Bahamas 2017                           | Không vượt qua vòng loại | Không vượt qua vòng loại | Không vượt qua vòng loại | Không vượt qua vòng loại | Không vượt qua vòng loại | Không vượt qua vòng loại | Không vượt qua vòng loại | Không vượt qua vòng loại | Không vượt qua vòng loại |
| Tổng cộng                              | 2 Danh hiệu              | 7/18                     | 32                       | 21                       | 2                        | 10                       | 147                      | 97                       | +50                      |

| Năm       | Vòng        | Vt  | St | T  | TE | TP | B | BT  | BB  | HS   |
| --------- | ----------- | --- | -- | -- | -- | -- | - | --- | --- | ---- |
| 2008      | Hạng ba     | 3   | 7  | 5  | 0  | 0  | 2 | 28  | 12  | +16  |
| 2009      | Á quân      | 2   | 6  | 5  | 0  | 0  | 1 | 35  | 14  | +21  |
| 2011      | Hạng ba     | 3   | 7  | 5  | 0  | 0  | 2 | 54  | 21  | +33  |
| 2013      | Á quân      | 2   | 8  | 6  | 0  | 0  | 2 | 43  | 27  | +16  |
| 2015      | Vô địch     | 1   | 7  | 7  | 0  | 0  | 0 | 28  | 13  | +15  |
| 2017      | Hạng 5      | 5   | 8  | 6  | 1  | 0  | 1 | 45  | 21  | +24  |
| Tổng cộng | 1 danh hiệu | 6/8 | 43 | 34 | 1  | 0  | 8 | 233 | 108 | +125 |

| Năm       | Vòng                     | Vt                       | St                       | T                        | T h.p./pso               | B                        | BT                       | BB                       | HS                       |
| --------- | ------------------------ | ------------------------ | ------------------------ | ------------------------ | ------------------------ | ------------------------ | ------------------------ | ------------------------ | ------------------------ |
| 1998      | Không tham dự            | Không tham dự            | Không tham dự            | Không tham dự            | Không tham dự            | Không tham dự            | Không tham dự            | Không tham dự            | Không tham dự            |
| 1999      | Không tham dự            | Không tham dự            | Không tham dự            | Không tham dự            | Không tham dự            | Không tham dự            | Không tham dự            | Không tham dự            | Không tham dự            |
| 2000      | Không tham dự            | Không tham dự            | Không tham dự            | Không tham dự            | Không tham dự            | Không tham dự            | Không tham dự            | Không tham dự            | Không tham dự            |
| 2001      | Không tham dự            | Không tham dự            | Không tham dự            | Không tham dự            | Không tham dự            | Không tham dự            | Không tham dự            | Không tham dự            | Không tham dự            |
| 2002      | Không tham dự            | Không tham dự            | Không tham dự            | Không tham dự            | Không tham dự            | Không tham dự            | Không tham dự            | Không tham dự            | Không tham dự            |
| 2003      | Không tham dự            | Không tham dự            | Không tham dự            | Không tham dự            | Không tham dự            | Không tham dự            | Không tham dự            | Không tham dự            | Không tham dự            |
| 2004      | Không tham dự            | Không tham dự            | Không tham dự            | Không tham dự            | Không tham dự            | Không tham dự            | Không tham dự            | Không tham dự            | Không tham dự            |
| 2005      | Không vượt qua vòng loại | Không vượt qua vòng loại | Không vượt qua vòng loại | Không vượt qua vòng loại | Không vượt qua vòng loại | Không vượt qua vòng loại | Không vượt qua vòng loại | Không vượt qua vòng loại | Không vượt qua vòng loại |
| 2006      | Không tham dự            | Không tham dự            | Không tham dự            | Không tham dự            | Không tham dự            | Không tham dự            | Không tham dự            | Không tham dự            | Không tham dự            |
| 2007      | Hạng ba                  | 3                        | 4                        | 2                        | 0                        | 2                        | 24                       | 15                       | +9                       |
| 2008      | Hạng ba                  | 3                        | 3                        | 2                        | 0                        | 1                        | 14                       | 7                        | +7                       |
| 2009      | Vô địch                  | 1                        | 3                        | 3                        | 1                        | 0                        | 10                       | 8                        | +2                       |
| 2010      | Hạng ba                  | 3                        | 3                        | 2                        | 0                        | 1                        | 15                       | 11                       | +4                       |
| 2011      | Vô địch                  | 1                        | 3                        | 3                        | 0                        | 0                        | 18                       | 7                        | +11                      |
| 2012      | Á quân                   | 2                        | 3                        | 2                        | 0                        | 1                        | 18                       | 12                       | +6                       |
| 2013      | Vô địch                  | 1                        | 4                        | 3                        | 0                        | 1                        | 22                       | 15                       | +7                       |
| 2014      | Vô địch                  | 1                        | 4                        | 3                        | 0                        | 1                        | 26                       | 18                       | +8                       |
| 2015      | Hạng ba                  | 3                        | 4                        | 3                        | 1                        | 0                        | 20                       | 11                       | +9                       |
| 2016      | Hạng ba                  | 3                        | 4                        | 2                        | 1                        | 1                        | 21                       | 18                       | +3                       |
| 2017      | Vô địch                  | 1                        | 4                        | 4                        | 0                        | 0                        | 15                       | 7                        | +8                       |
| 2018      |                          |                          |                          |                          |                          |                          |                          |                          |                          |
| Tổng cộng | 5 Danh hiệu              | 11/20                    | 39                       | 29                       | 3                        | 8                        | 203                      | 129                      | +74                      |

| Năm              | Vòng          | Vt            | St            | T             | T h.p./pso    | B             | BT            | BB            | HS            |
| ---------------- | ------------- | ------------- | ------------- | ------------- | ------------- | ------------- | ------------- | ------------- | ------------- |
| Ý 1998           | Không tham dự | Không tham dự | Không tham dự | Không tham dự | Không tham dự | Không tham dự | Không tham dự | Không tham dự | Không tham dự |
| Tây Ban Nha 1999 | Không tham dự | Không tham dự | Không tham dự | Không tham dự | Không tham dự | Không tham dự | Không tham dự | Không tham dự | Không tham dự |
| Tây Ban Nha 2001 | Không tham dự | Không tham dự | Không tham dự | Không tham dự | Không tham dự | Không tham dự | Không tham dự | Không tham dự | Không tham dự |
| Tây Ban Nha 2002 | Không tham dự | Không tham dự | Không tham dự | Không tham dự | Không tham dự | Không tham dự | Không tham dự | Không tham dự | Không tham dự |
| Belgium 2003     | Không tham dự | Không tham dự | Không tham dự | Không tham dự | Không tham dự | Không tham dự | Không tham dự | Không tham dự | Không tham dự |
| Portugal 2004    | Không tham dự | Không tham dự | Không tham dự | Không tham dự | Không tham dự | Không tham dự | Không tham dự | Không tham dự | Không tham dự |
| Russia 2005      | Á quân        | 2             | 3             | 2             | 0             | 1             | 10            | 8             | +2            |
| Ý 2006           | Không tham dự | Không tham dự | Không tham dự | Không tham dự | Không tham dự | Không tham dự | Không tham dự | Không tham dự | Không tham dự |
| Tây Ban Nha 2007 | Không tham dự | Không tham dự | Không tham dự | Không tham dự | Không tham dự | Không tham dự | Không tham dự | Không tham dự | Không tham dự |
| Azerbaijan 2008  | Không tham dự | Không tham dự | Không tham dự | Không tham dự | Không tham dự | Không tham dự | Không tham dự | Không tham dự | Không tham dự |
| Ý 2009           | Hạng năm      | 5             | 3             | 2             | 0             | 1             | 17            | 8             | +9            |
| Italy 2010       | Vô địch       | 1             | 3             | 3             | 0             | 0             | 21            | 11            | +10           |
| Russia 2012      | Vô địch       | 1             | 3             | 3             | 0             | 0             | 13            | 4             | +9            |
| Azerbaijan 2014  | Hạng ba       | 3             | 3             | 2             | 0             | 1             | 14            | 11            | +3            |
| Serbia 2016      | Hạng ba       | 3             | 3             | 2             | 0             | 1             | 13            | 6             | +7            |
| Tổng cộng        | 2 Danh hiệu   | 6/15          | 18            | 14            | 0             | 4             | 88            | 48            | +40           |

| Năm       | Vòng         | Vt  | St | T  | T h.p./pso | B | BT  | BB  | HS  |
| --------- | ------------ | --- | -- | -- | ---------- | - | --- | --- | --- |
| UAE 2011  | Vô địch      | 1   | 5  | 3  | 2          | 0 | 31  | 13  | +18 |
| UAE 2012  | Vô địch      | 1   | 5  | 5  | 0          | 0 | 32  | 13  | +19 |
| UAE 2013  | Á quân       | 2   | 5  | 3  | 2          | 2 | 28  | 25  | +3  |
| UAE 2014  | Á quân       | 2   | 5  | 4  | 2          | 1 | 22  | 11  | +10 |
| UAE 2015  | Vô địch      | 1   | 5  | 4  | 0          | 1 | 23  | 11  | +11 |
| UAE 2016  | Hạng ba      | 3   | 5  | 3  | 0          | 2 | 26  | 22  | +4  |
| UAE 2017  | Hạng tư      | 4   | 5  | 3  | 0          | 2 | 16  | 12  | +4  |
| Tổng cộng | 3 danh hiệus | 7/7 | 35 | 25 | 6          | 8 | 178 | 107 | +69 |

| Năm             | Vòng        | Vt  | St | T | T h.p./pso | B | BT | BB | HS |
| --------------- | ----------- | --- | -- | - | ---------- | - | -- | -- | -- |
| Azerbaijan 2015 | Vô địch     | 1   | 5  | 4 | 0          | 1 | 19 | 13 | +6 |
| Tổng cộng       | 1 danh hiệu | 1/1 | 5  | 4 | 0          | 1 | 19 | 13 | +6 |

## Kết quả gần đây và lịch thi đấu sắp tới
Trận đấu played within the last 12 months, as well as upcoming fixtures, are displayed.
| 27 tháng 10 năm 2016 BSIC 2016, giao hữu              | Nga                                            | 3–3 (4–5 p)                                                           | Các Tiểu vương quốc Ả Rập Thống nhất      | Dubai, Các Tiểu vương quốc Ả Rập Thống nhất |  |
| 15:15                                                 | Shishin 17' · Romanov 31' · Krasheninnikov 32' | Report(ru)                                                            | 4' A. Beshr · 24' Hemadi · 32' Almuntaser | Sân vận động: Jumeirah Beach                |  |
|                                                       |                                                | Loạt sút luân lưu                                                     |                                           |                                             |  |
| Ilynskiy · Paporotnyi · Shishin · Romanov · Nikonorov |                                                | A. M. Hussain · Almuntaser · W. Beshr · K. Albalooshi · A. Albalooshi |                                           |                                             |  |

| 28 tháng 10 năm 2016 BSIC 2016, giao hữu | Nga                                          | 3–0        | Hungary | Dubai, Các Tiểu vương quốc Ả Rập Thống nhất |  |
| 15:45                                    | Paporotnyi 10' · Shishin 30' · Nikonorov 34' | Report(ru) |         | Sân vận động: Jumeirah Beach                |  |

| 29 tháng 10 năm 2016 BSIC 2016, giao hữu | Nga                                           | 3–3 (3–2 p)          | Nhật Bản       | Dubai, Các Tiểu vương quốc Ả Rập Thống nhất |  |
| 11:00                                    | Romanov 5' · Krasheninnikov 11' · Shishin 24' | Report(ru)           | 1' · 12' · 23' | Sân vận động: Jumeirah Beach                |  |
|                                          |                                               | Loạt sút luân lưu    |                |                                             |  |
| Leonov · Shishin · Krasheninnikov        |                                               | Moreira · Goto · Oba |                |                                             |  |

| 1 tháng 11 năm 2016 BSIC 2016 | Nga | 10–6       | Ai Cập                                                                         | Dubai, Các Tiểu vương quốc Ả Rập Thống nhất                         |  |
| 18:00                         | Nikonorov 2', 23', 27' (p) · Krasheninnikov 3' · Shishin 12', 29' · Makarov 14', 18' · Leonov 25' (p) · Peremitin 28' | Report(ru) | 3' E. Elsayed · 12', 29' Hassan · 25' K. Elsayed · 27' Abdelsamie · 30' M. Ali | Sân vận động: Jumeirah Beach Trọng tài: Eduards Borisevics (Latvia) |  |

| 2 tháng 11 năm 2016 BSIC 2016 | Nga                                                                                  | 9–3        | Hoa Kỳ                         | Dubai, Các Tiểu vương quốc Ả Rập Thống nhất                                  |  |
| 20:00                         | Paportonyi 6', 27', 28' · Nikonorov 10', 24' · Makarov 14', 19', 21' · Peremitin 16' | Report(ru) | 4', 35' T. Canale · 12' Perera | Sân vận động: Jumeirah Beach Trọng tài: Ahmad Salasmy (United Arab Emirates) |  |

| 3 tháng 11 năm 2016 BSIC 2016  | Iran                                        | 3–3 (s.h.p.) (3–1 p) | Nga                                           | Dubai, Các Tiểu vương quốc Ả Rập Thống nhất                           |  |
| 20:00                          | Mesigar 2' 28' · Boulokbashi 4' · Kiani 19' | Report(ru)           | 2', 19' Peremitin · 36' Makarov · 38' Shishin | Sân vận động: Jumeirah Beach Trọng tài: Suhaimi Mat Hassan (Malaysia) |  |
|                                |                                             | Loạt sút luân lưu    |                                               |                                                                       |  |
| Nazem · Mokhtari · Akhmadzadeh |                                             | Paporotnyi · Shishin |                                               |                                                                       |  |

| 4 tháng 11 năm 2016 BSIC 2016 | Brasil                                                                                     | 7–0        | Nga                         | Dubai, Các Tiểu vương quốc Ả Rập Thống nhất                    |  |
| 18:45                         | Bokinha 7', 31' · da Costa 18' 22' · Mauricinho 24', 30' (p) · Bruno Xavier 26' · Lima 34' | Report(ru) | 7' Paporotnyi · 30' Shishin | Sân vận động: Jumeirah Beach Trọng tài: Turki Al Salehi (Oman) |  |

| 5 tháng 11 năm 2016 BSIC 2016 | Nga                                                             | 4–3        | Tahiti                                                            | Dubai, Các Tiểu vương quốc Ả Rập Thống nhất                          |  |
| 18:50                         | Nikonorov 7' · Leonov 11' · Krasheninnikov 25' · Paporotnyi 27' | Report(ru) | 3' Bennett · 19' 31' Tze-Yu · 29' Torohia · 34' (l.n.) Paporotnyi | Sân vận động: Jumeirah Beach Trọng tài: Laurynas Arzuolaitis (Litva) |  |

| 23 tháng 6 năm 2017 2017 EBSL, Division A | Pháp                                     | 4–2        | Nga               | Belgrade, Serbia                |  |
| 16:55                                     | Basquese 5', 22' · Barbotti 20' (p), 36' | Report(ru) | 8', 12' Nikonorov | Trọng tài: Gionni Matticoli (Ý) |  |

| 24 tháng 6 năm 2017 2017 EBSL, Division A | Nga                                              | 3–2        | Đức                           | Belgrade, Serbia                   |  |
| 16:55                                     | Makarov 17' · Nikonorov 19' · Krasheninnikov 25' | Report(ru) | 28' (p) Göttlich · 33' Bekiri | Trọng tài: Oleg Cebotari (Moldova) |  |

| 25 tháng 6 năm 2017 2017 EBSL, Division A | Nga                | 1–3        | Tây Ban Nha                        | Belgrade, Serbia                |  |
| 16:55                                     | Krasheninnikov 32' | Report(ru) | 1' Llorenc · 13' Mayor · 27' Chiky | Trọng tài: Gionni Matticoli (Ý) |  |

| 21 tháng 7 năm 2017 BSWW Mundialito 2017 | Brasil | 9–4        | Nga                                                             | Cascais, Bồ Đào Nha                                                                 |  |
| 14:30                                    | Catarino 9' · Mauricinho 10', 13', 24' (ph.đ.) · Fernando Ddi 25' · Rodrigo 28' · Datinha 30' · Bruno Xavier 32' · Filipe 36' | Report(ru) | 12' Zharikov · 18' (l.n.) Filipe · 28' Romanov · 34' Paporotnyi | Sân vận động: Praia de Carcavelos Trọng tài: Francisco Henriques Costa (Bồ Đào Nha) |  |

| 22 tháng 7 năm 2017 BSWW Mundialito 2017 | Bồ Đào Nha                                    | 3–1        | Nga          | Cascais, Bồ Đào Nha                                                            |  |
| 16:00                                    | Madjer 25' · Bê Martins 29' · Léo Martins 31' | Report(ru) | 7' Kryshanov | Sân vận động: Praia de Carcavelos Trọng tài: Daniel Yuste Querol (Tây Ban Nha) |  |

| 22 tháng 7 năm 2017 BSWW Mundialito 2017 | Nga                                                   | 5–2        | Pháp                         | Cascais, Bồ Đào Nha                                                                 |  |
| 16:00                                    | Kryshanov 4', 36' · Paporotnyi 13', 18' · Shkarin 32' | Report(ru) | 7' Suarez · 34' (p) Barbotti | Sân vận động: Praia de Carcavelos Trọng tài: Francisco Henriques Costa (Bồ Đào Nha) |  |

| 28 tháng 7 năm 2017 2017 EBSL, Division A | Hy Lạp | 0–9        | Nga | Moskva, Nga                                                            |  |
| 17:45                                     |        | Report(ru) | 3', 9' Nikonorov · 12', 17' Makarov · 14' Shkarin · 19' Krasheninnikov · 21' Kryshanov · 25', 34' Paporotnyi | Sân vận động: Sân vận động Yantar Trọng tài: Lukasz Ostrowski (Ba Lan) |  |

| 29 tháng 7 năm 2017 2017 EBSL, Division A | Nga                                  | 3–2        | Belarus                   | Moskva, Nga                                                     |  |
| 17:30                                     | Krasheninnikov 9' · Shkarin 12', 32' | Report(ru) | 21' Bryshtel · 30' Savich | Sân vận động: Sân vận động Yantar Trọng tài: Alfredo Pavone (Ý) |  |

| 30 tháng 7 năm 2017 2017 EBSL, Division A | Nga                                                                                       | 7–4        | Thụy Sĩ                                                | Moskva, Nga                                                              |  |
| 17:30                                     | Shkarin 7' · Makarov 10', 11', 24' · Shishin 18' 36' · Kryshanov 22' · Krasheninnikov 35' | Report(ru) | 11' Allenbach · 11', 12', 17' Stankovic · 24' Mo Jäggy | Sân vận động: Sân vận động Yantar Trọng tài: Eduards Borisevics (Latvia) |  |

| 14 tháng 9 năm 2017 2017 EBSL, Superfinal | Belarus     | 1–4        | Nga                                                 | Terracina, Ý                                                                       |  |
| 14:50                                     | Brishtel 3' | Report(ru) | V. Kryshanov 4', 12' · Nikonorov 20' · Chuzhkov 27' | Sân vận động: Beach Arena "Carlo Guarnieri" Trọng tài: Eduards Borisevics (Latvia) |  |

| 15 tháng 9 năm 2017 2017 EBSL, Superfinal | Ukraina                                                                | 3–4        | Nga                                                         | Terracina, Ý                                                                            |  |
| 15:00                                     | Shcheritsa 9' · Gladchenko 26' · Pachev 30' · Voitok 35' · Glutsky 36' | Report(ru) | 10' V. Kryshanov · 21', 34' Nikonorov · Paporotnyi 36', 36' | Sân vận động: Beach Arena "Carlo Guarnieri" Trọng tài: Laurynas Arzuolaitis (Lithuania) |  |

| 16 tháng 9 năm 2017 2017 EBSL, Superfinal | Nga                                               | 4–2        | Ý                        | Terracina, Ý                                                                       |  |
| 17:15                                     | N. Kryshanov 8' · Pavlenko 10' · Romanov 21', 36' | Report(ru) | 14' Palmacci · 29' Zurlo | Sân vận động: Beach Arena "Carlo Guarnieri" Trọng tài: Eduards Borisevics (Latvia) |  |

| 17 tháng 9 năm 2017 2017 EBSL, Superfinal | Bồ Đào Nha              | 1–3        | Nga                                                        | Terracina, Ý                                                                            |  |
| 17:25                                     | Torres 31' · Santos 36' | Report(ru) | 9' Krasheninnikov · 12', 22' 29' Paporotnyi · 36' Pavlenko | Sân vận động: Beach Arena "Carlo Guarnieri" Trọng tài: Laurynas Arzuolaitis (Lithuania) |  |

| 31 tháng 10 năm 2017 2017 BSIC | Nga                                                                                       | 6–2        | México                     | Dubai, Các Tiểu vương quốc Ả Rập Thống nhất                                           |  |
| 18:45                          | N. Kryshanov 6' · Krasheninnikov 8' · Pavlenko 11' · Nikonorov 17', 36' 17' · Romanov 18' | Report(ru) | 27' Maldonado · 29' Piñeda | Sân vận động: Marasi Business Bay Trọng tài: Ebrahim Almansory (United Arab Emirates) |  |

| 1 tháng 11 năm 2017 2017 BSIC | Paraguay    | 1–2        | Nga                            | Dubai, Các Tiểu vương quốc Ả Rập Thống nhất                                       |  |
| 18:45                         | Barreto 34' | Report(ru) | 24' Nikonorov · 35' Paporotnyi | Sân vận động: Marasi Business Bay Trọng tài: Ahmad Salasmy (United Arab Emirates) |  |

| 2 tháng 11 năm 2017 2017 BSIC | Iran                                                   | 3–4 (s.h.p.) | Nga                                                          | Dubai, Các Tiểu vương quốc Ả Rập Thống nhất                       |  |
| 20:00                         | Hosseini 11' · Hazem 15' · Mesigar 15' · Ahmadzade 31' | Report(ru)   | 1', 2', 4' Makarov · 14' N. Kryshanov · 37' (l.n.) Abdollahi | Sân vận động: Marasi Business Bay Trọng tài: Gionni Matticoli (Ý) |  |

| 3 tháng 11 năm 2017 2017 BSIC | Nga                                         | 2–3        | Bồ Đào Nha                                 | Dubai, Các Tiểu vương quốc Ả Rập Thống nhất |  |
| 18:45                         | Chuzhkov 12' · Paporotnyi 16' · Makarov 27' | Report(ru) | 9' Novo · 27' Andrade · 35' (ph.đ.) Santos | Sân vận động: Marasi Business Bay           |  |

| 4 tháng 11 năm 2017 2017 BSIC | Nga                                           | 2–4        | Iran                                                                                          | Dubai, Các Tiểu vương quốc Ả Rập Thống nhất |  |
| 17:45                         | Chuzhkov 1' 36' · Nikonorov 17' · Romanov 29' | Report(ru) | 20' Behzadpur · 22' 34' Ahmadzade · 26' 36' Kiani · 28' Akbari · 28' 28' Moradi · 34' Mesigar | Sân vận động: Marasi Business Bay           |  |

## Thành tích
| - Mùa giải 2007 - EBSL Superfinal, Marseille, Pháp: Hạng ba - EBSL Regular Phase Event, Tignes, Pháp: Vô địch - EBSL Regular Phase Event, San Benedetto del Tronto, Italy: Vô địch - Mùa giải 2008 - ESBL Regular Phase Event, Tignes, Pháp: Vô địch - Giải vô địch bóng đá bãi biển thế giới 2008, Plage du Prado, Pháp: Hạng 6 - Mùa giải 2009 - Giải vô địch bóng đá bãi biển châu Âu Vô địch Superfinal - 2010 Season - Giải vô địch bóng đá bãi biển châu Âu, Rome, Italy: Vô địch - Mùa giải 2011 - Giải vô địch bóng đá bãi biển châu Âu 2011 Vô địch Superfinal - Giải vô địch bóng đá bãi biển thế giới 2011, Marina di Ravenna, Italy: Vô địch - Cúp bóng đá bãi biển liên châu lục 2011, Dubai, Các Tiểu vương quốc Ả Rập Thống nhất: Vô địch | - 2012 Season - Giải vô địch bóng đá bãi biển châu Âu 2012, Moscow: Vô địch - Giải vô địch bóng đá bãi biển châu Âu 2012 Superfinal runners-up - 2012 Cúp bóng đá bãi biển liên châu lục, Dubai: Vô địch - Mùa giải 2013 - Giải vô địch bóng đá bãi biển châu Âu 2013 Vô địch Superfinal - Giải vô địch bóng đá bãi biển thế giới 2013, Tahiti: Vô địch - 2013 Cúp bóng đá bãi biển liên châu lục, Dubai: Á quân - 2014 Season - Giải vô địch bóng đá bãi biển châu Âu 2014, Baku, Azerbaijan: Hạng ba - Giải vô địch bóng đá bãi biển châu Âu 2014 Vô địch Superfinal - Cúp bóng đá bãi biển liên châu lục 2014, Dubai: Á quân | - Mùa giải 2015 - Đại hội thể thao châu Âu 2015, Baku: Vô địch - Giải vô địch bóng đá bãi biển thế giới 2015, Bồ Đào Nha: Hạng ba - Giải vô địch bóng đá bãi biển châu Âu 2015 Superfinal Hạng ba - 2015 Cúp bóng đá bãi biển liên châu lục, Dubai: Vô địch - Mùa giải 2016 - Giải vô địch bóng đá bãi biển châu Âu 2016, Belgrade: Hạng ba - Giải vô địch bóng đá bãi biển châu Âu 2016 Superfinal Hạng ba - Cúp bóng đá bãi biển liên châu lục 2016, Dubai: Hạng ba - Mùa giải 2017 - BSWW Mundialito 2017, Cascais: Hạng ba - Giải vô địch bóng đá bãi biển châu Âu 2017 Vô địch Superfinal |

## Thành tích với các đội tuyển khác
Russia thi đấu tổng cộng 196 trận, 148 (76%) trong đó là giành chiến thắng.
Chỉ những sự kiện quốc tế chính được đếm ở bảng dưới đây
| Đội tuyển                            | Lần đầu | Lần cuối | Thành tích |
| ------------------------------------ | ------- | -------- | ---------- |
| Ý                                    | 1996    | 2017     | 12–4       |
| Argentina                            | 1996    | 2015     | 2–2        |
| Hoa Kỳ                               | 1996    | 2016     | 3–1        |
| Bỉ                                   | 2005    | 2005     | 1–0        |
| Bồ Đào Nha                           | 2005    | 2017     | 8–10       |
| Thụy Sĩ                              | 2005    | 2017     | 9–5        |
| México                               | 2007    | 2017     | 2–1        |
| Quần đảo Solomon                     | 2007    | 2007     | 1–0        |
| Brasil                               | 2007    | 2017     | 5–6        |
| Cameroon                             | 2008    | 2008     | 1–0        |
| Các Tiểu Vương quốc Ả Rập Thống nhất | 2008    | 2015     | 3–1        |
| Ba Lan                               | 2009    | 2016     | 6–2        |
| Tây Ban Nha                          | 2009    | 2017     | 13–3       |
| Pháp                                 | 2009    | 2017     | 9–1        |
| Costa Rica                           | 2009    | 2009     | 1–0        |
| România                              | 2010    | 2016     | 9–0        |
| Thổ Nhĩ Kỳ                           | 2011    | 2014     | 2–0        |
| Bản mẫu:Country data NBB Nigeria     | 2011    | 2012     | 3–0        |
| Tahiti                               | 2011    | 2016     | 6–1        |
| Venezuela                            | 2011    | 2011     | 1–0        |
| El Salvador                          | 2011    | 2011     | 1–0        |
| Đức                                  | 2013    | 2017     | 5–0        |
| Belarus                              | 2013    | 2017     | 6–2        |
| Hà Lan                               | 2013    | 2014     | 1–1        |
| Greece                               | 2013    | 2017     | 4–0        |
| Nhật Bản                             | 2013    | 2014     | 1–1        |
| Bờ Biển Ngà                          | 2013    | 2013     | 1–0        |
| Paraguay                             | 2013    | 2017     | 3–0        |
| Iran                                 | 2013    | 2017     | 4–4        |
| Hungary                              | 2014    | 2016     | 3–0        |
| Madagascar                           | 2015    | 2015     | 1–0        |
| Ai Cập                               | 2015    | 2016     | 2–0        |
| Ukraina                              | 2016    | 2017     | 3–0        |
| Kazakhstan                           | 2016    | 2016     | 1–0        |
| Na Uy                                | 2016    | 2016     | 1–0        |
| Moldova                              | 2016    | 2016     | 1–0        |
| Cộng hòa Séc                         | 2016    | 2016     | 1–0        |